# Runcina
Runcina is een geslacht van weekdieren uit de klasse van de Gastropoda (slakken).

## Soorten
- R. adriatica T. Thompson, 1980
- R. africana Pruvot-Fol, 1953
- R. akaymui Ortea & Moro, 2013
- R. arnoldoi Ortea & Bacallado, 2013
- R. australis Burn, 1963
- R. avellana Schmekel & Cappellato, 2001
- R. bahiensis Cervera, Garcia-Gomez & Garcia, 1991
- R. banyulensis Schmekel & Cappellato, 2001
- R. brenkoae Thompson T., 1980
- R. capreensis Mazzarelli, 1894
- R. carrilloi Ortea & Moro, 2013
- R. coronata (Quatrefages, 1844)
- R. cruzi Ortea & Moro, 2013
- R. divae (Ev. Marcus & Er. Marcus, 1963)
- R. dorcae Ortea, Moro & Espinosa, 2007
- R. elongata Schmekel & Cappellato, 2002
- R. falciformis Ortea & Rodriguez, 1990
- R. ferruginea Kress, 1977
- R. fijiensis T. Thompson & Brodie, 1988
- R. genciana Ortea & Nicieza, 1999
- R. hansbechi Schmekel & Cappellato, 2001
- R. hidalgoensis Ortea & Moro, 1999
- R. hornae Schmekel & Cappellato, 2002
- R. inconspicua A. E. Verrill, 1901
- R. katipoides (Miller & Rudman, 1968)
- R. kressae Schmekel & Cappellato, 2001
- R. laliae Ortea & Moro, 2013
- R. langei Schmekel & Cappellato, 2001
- R. lenticula Gofas, Ortea & Rodriguez, 1991
- R. macfarlandi Gosliner, 1991

- R. macrodenticulata Garcia-Gomez & Lopez de la Cuadra, 1990
- R. marshae Burn, 1966
- R. medanensis Ortea & Moro, 1999
- R. nivalis Schmekel & Cappellato, 2001
- R. ornata (de Quatrefages, 1844)
- R. pacoi Ortea, Bacallado & Caballer, 2014
- R. palominoi Ortea & Moro, 1999
- R. paupera Ortea & Moro, 1999
- R. prasina (Mörch, 1863)
- R. prieta Ortea, Moro & Espinosa, 2007
- R. rotunda Schmekel & Cappellato, 2002